# Maryna Linchuk
Maryna Linchuk (Wit-Russisch: Марына Лінчук) (Minsk, 4 september 1987) is een Wit-Russisch model dat onder meer op de covers van de Italiaanse en Portugese Vogue stond. Linchuk was samen met Mat Gordon en Valeria Garcia een van de gezichten van Escada's Moon Sparkle parfum. Ze stond hier model onder het pseudoniem Simone. Maryna Linchuk was in de herfst/winter 2008 ook het gezicht van het parfum Miss Dior Cherie.
Ze verscheen in verschillende advertenties voor Versace, Donna Karan, Dior, Gap, H&M, Kenneth Cole, Escada, Dolce & Gabanna resort en Max Mara, en Nordstrom catalogus. Ze liep in 2008, 2009, 2010 en 2011 de Victoria's Secret fashion shows maar ook voor designers Derek Lam, Givenchy, Gucci, Michael Kors, Prada en haute couturier Christian Lacroix. 
Vogue Paris verklaarde dat ze een van de top 30 modellen was in de jaren 2000.